# Búrfell (Þjórsárdal)
Búrfell (Þjórsárdal) (pol. Klatka) – nieaktywny wulkan w południowo-zachodniej Islandii, położony w dolinie Þjórsárdalur. Ma 669 m wysokości. U jego podnóża przepływa rzeka Þjórsá.